# Dichelacera ochracea
Dichelacera ochracea är en tvåvingeart som beskrevs av James Stewart Hine 1920. Dichelacera ochracea ingår i släktet Dichelacera och familjen bromsar. Inga underarter finns listade i Catalogue of Life.